# Португалія на літніх Олімпійських іграх 2000
Португалія брала участь у Літніх Олімпійських іграх 2000 року у Сіднеї (Австралія) удвадцяте за свою історію і завоювала дві бронзові медалі.

## Бронза
- Дзюдо, чоловіки, 81 кг — Нуну Делгаду.
- Легка атлетика, 10000 метрів, жінки — Фернанда Рібейру.

## Склад олімпійської збірної Португалії

### Дзюдо
Спортсменів — 1
Змагання з дзюдо проводилися за системою на вибування. В втішні раунди потрапляли спортсмени, що програли півфіналістам турніру. Два спортсмена, що здобули перемогу у втішному раунді, в поєдинку за бронзу билися з програли в півфіналі.
Чоловіки
| Спортсмен      | Категорія | 1/32               | 1/16                                  | 1/8                                         | Чвертьфінали       | Півфінали          | Перший доп. Раунд  | Втішний чвертьфінал | Втішний півфінал   | За 3 місце Фінал   | Місце |
| Спортсмен      | Категорія | Суперник Результат | Суперник Результат                    | Суперник Результат                          | Суперник Результат | Суперник Результат | Суперник Результат | Суперник Результат  | Суперник Результат | Суперник Результат | Місце |
| -------------- | --------- | ------------------ | ------------------------------------- | ------------------------------------------- | ------------------ | ------------------ | ------------------ | ------------------- | ------------------ | ------------------ | ----- |
| Педро Каравану | до 66 кг  |                    | Людвіг Ортіс (VEN) Перемога 0012-0001 | Георгій Вазагашвілі (GEO) Поразка 0010-1101 | Не пройшов         | Не пройшов         | Не пройшов         | Не пройшов          | Не пройшов         | Не пройшов         | 18    |

### Плавання
Спортсменів — 3
У наступний раунд на кожній дистанції проходили найкращі спортсмени за часом, незалежно від місця зайнятого в своєму запливі.
Чоловіки
| Спортсмен       | Змагання            | Попередні запливи | Попередні запливи | Півфінали  | Півфінали  | Фінал      | Фінал      |
| Спортсмен       | Змагання            | Результат         | Місце             | Результат  | Місце      | Результат  | Місце      |
| --------------- | ------------------- | ----------------- | ----------------- | ---------- | ---------- | ---------- | ---------- |
| Рікарду Педрозу | 200 м вільний стиль | 1:52,60           | 25                | Не пройшов | Не пройшов | Не пройшов | Не пройшов |
| Нуну Лаурентіну | 100 м на спині      | 56,95             | 28                | Не пройшов | Не пройшов | Не пройшов | Не пройшов |
| Жозе Коут       | 100 м брас          | 1:02,79           | 18                | Не пройшов | Не пройшов | Не пройшов | Не пройшов |

### Стрільба
Спортсменів — 3
Після кваліфікації найкращі спортсмени за очками проходили у фінал, де продовжували з очками, набраними у кваліфікації. У деяких дисциплінах кваліфікація не проводилась. Там спортсмени виявляли найсильнішого в один раунд.
Чоловіки
| Спортсмен        | Змагання       | Кваліфікація | Місце | Фінал      | Місце      | Всього | Місце |
| ---------------- | -------------- | ------------ | ----- | ---------- | ---------- | ------ | ----- |
| Жуан Кошта       | Пістолет, 10 м | 581          | 5     | 98,4       | 6          | 679,4  | 7     |
| Куштодіу Езекіль | треп           | 111          | 18    | Не пройшов | Не пройшов | 111    | 18    |
| Жуан Ребелу      | треп           | 108          | 26    | Не пройшов | Не пройшов | 108    | 26    |